# Conad
Conad (Consorzio Nazionale Dettaglianti) er en italiensk dagligvare- og detailhandelskoncern. Conad blev etableret i 1962 og består af et kooperativt system af erhvervsdrivende med en samlet distribution. I 2022 havde de en årsomsætning på 18,5 mia. euro.
Conad har detailhandel i alle Italiens 20 regioner og i alt har de 3.383 butikker med 72.636 ansatte (2022). Foruden dagligvarehandel drives apoteker, kæledyrsbutikker, tankstationer og optikerforretninger.
Dagligvarebutikkerne inkluderer hypermarkeder, supermarkeder, nærbutikker, discountbutikker, markeder og specialforretninger.